# 472
سنة 472 م (بالأرقام الرومانية: CDLXXII) كانت سنة كبيسة تبدأ يوم السبت (الرابط يظهر نموذج الجدول الزمني الكامل للسنة) من التقويم اليولياني. بدأت تسمية السنة ب472 منذ العصور الوسطى المبكرة، عندما أصبح تقويم أنو دوميني هو الأسلوب السائد في أوروبا لتسمية السنوات.
عام 472 ميلادية.

## وفيات
- أنثيميوس
- أوليبريوس
- ريسيمر